# レオナード・マイルズ＝ミルズ
レオナード・マイルズ＝ミルズ（Leonard Myles-Mills、1973年5月9日 ‐ ）は、ガーナ・アクラ出身で短距離走を専門にしていた元陸上競技選手。100mの自己ベストは9秒98の元ガーナ記録保持者で、10秒の壁を突破した初のガーナ人である。室内60mでは6秒45のアフリカ記録とNCAA（全米大学体育協会）記録を保持している。兄のジョンも国際レベルのスプリンターで、1989年ブダペスト世界室内選手権の60mで銀メダル獲得などの実績を持つ。

## 経歴
1998年6月、NCAA選手権（全米学生選手権）の男子100m決勝を10秒20wで制した。
1999年2月20日、WAC（ウェスタン・アスレチック・カンファレンス）室内選手権の男子60mで6秒45のアフリカ記録およびNCAA記録を樹立。
1999年6月5日、NCAA選手権（全米大学選手権）の男子100m決勝で9秒98のガーナ記録を樹立。ガーナ人初となる9秒台をマークし、この種目ではハーベイ・グランス（1976年、1977年）以来となる連覇を達成した。
1999年9月15日、アフリカ競技大会の男子100m決勝で自身2度目の9秒台となる9秒99（0.0）をマーク。フランシス・オビクウェル（10秒01）やフランク・フレデリクス（10秒10）を破り初優勝を果たした。
2000年9月、シドニーオリンピックに出場すると、男子100mでは準決勝まで進出した。準決勝では組4着までに入れば決勝進出だったが、結果は10秒25（+0.4）の組5着に終わり、組4着とは0秒05差で決勝進出を逃した。

## 自己ベスト
記録欄の（　）内の数字は風速（m/s）で、+は追い風を意味する。
| 種目 | 記録           | 年月日        | 場所                 | 備考                  |
| 屋外 | 屋外           | 屋外          | 屋外                 | 屋外                  |
| ---- | -------------- | ------------- | -------------------- | --------------------- |
| 100m | 9秒98 (+1.6)   | 1999年6月5日  | ボイシ               |                       |
| 200m | 20秒54 (+1.2)  | 1998年8月2日  | ラッペーンランタ     |                       |
| 200m | 20秒11w (+2.3) | 1999年5月22日 | フォート・コリンズ   | 追い風参考記録        |
| 室内 |                |               |                      |                       |
| 50m  | 5秒64+         | 2000年2月13日 | リエヴァン           | 60mの途中計時         |
| 60m  | 6秒45A         | 1999年2月20日 | コロラドスプリングス | アフリカ記録 NCAA記録 |
| 100m | 10秒42         | 2000年2月7日  | タンペレ             |                       |
| 200m | 21秒22         | 1997年2月21日 | コロラドスプリングス |                       |

## 主要大会成績
備考欄の記録は当時のもの
| 年   | 大会                  | 場所             | 種目    | 結果    | 記録          | 備考         |
| ---- | --------------------- | ---------------- | ------- | ------- | ------------- | ------------ |
| 1998 | アフリカ選手権 (en)   | ダカール         | 100m    | 3位     | 10秒10 (+0.1) | 自己ベスト   |
| 1998 | ワールドカップ (en)   | ヨハネスブルグ   | 4x100mR | 3位     | 38秒29 (2走)  | アフリカ代表 |
| 1998 | 英連邦競技大会 (en)   | クアラルンプール | 100m    | 予選    | 10秒84 (-0.5) |              |
| 1998 | 英連邦競技大会 (en)   | クアラルンプール | 4x100mR | 決勝    | DQ            |              |
| 1999 | 世界選手権            | セビリア         | 100m    | 準決勝  | 10秒16 (-0.3) |              |
| 1999 | 世界選手権            | セビリア         | 4x100mR | 予選    | DQ (4走)      |              |
| 1999 | アフリカ競技大会 (en) | ヨハネスブルグ   | 100m    | 優勝    | 9秒99A (0.0)  | 高地記録     |
| 2000 | オリンピック          | シドニー         | 100m    | 準決勝  | 10秒25 (+0.4) |              |
| 2000 | オリンピック          | シドニー         | 4x100mR | 予選    | DNF (4走)     |              |
| 2001 | 世界室内選手権        | リスボン         | 60m     | 予選    | DNS           |              |
| 2003 | 世界室内選手権        | バーミンガム     | 60m     | 予選    | 6秒83         |              |
| 2003 | 世界選手権            | パリ             | 100m    | 2次予選 | 10秒25 (+0.6) |              |
| 2003 | 世界選手権            | パリ             | 4x100mR | 準決勝  | 38秒88 (4走)  |              |
| 2003 | アフリカ競技大会 (en) | アブジャ         | 100m    | 3位     | 10秒03 (+0.6) |              |
| 2003 | アフリカ競技大会 (en) | アブジャ         | 4x100mR | 優勝    | 38秒63        |              |
| 2004 | 世界室内選手権        | ブダペスト       | 60m     | 予選    | 6秒76         |              |
| 2004 | オリンピック          | アテネ           | 100m    | 準決勝  | 10秒22 (+0.2) |              |
| 2004 | オリンピック          | アテネ           | 4x100mR | 予選    | 38秒88 (4走)  |              |
| 2006 | 英連邦競技大会 (en)   | メルボルン       | 4x100mR | 決勝    | DNF (2走)     |              |